# ماثيو كوري هولمز
ماثيو كوري هولمز هو ممثل كندي، ولد في 26 مايو 1974 في نورث باي في كندا.

## أعمال

### أفلام
- (2006) جدار حماية[4]
- (2007)  نهاية مميتة

## وصلات خارجية
- ماثيو كوري هولمز على موقع IMDb (الإنجليزية)
- ماثيو كوري هولمز على موقع ألو سيني (الفرنسية)
- ماثيو كوري هولمز على موقع أول موفي (الإنجليزية)
- ماثيو كوري هولمز على موقع قاعدة بيانات الفيلم (الإنجليزية)
- ماثيو كوري هولمز على موقع كينوبويسك (الروسية)